# Деспотизам
Деспотизам (грч. Δεσποτισμός []) је неограничено господарење, неограничена владавина, самовоља, тиранство. Поданици стоје правно према деспоту у истом односу као ма који део предмет поседа. Деспотизам се разликује од апсолутизма непостојањем неке уређене државе.
Колоквијално, реч деспот се пежоративно односи на оне који користе своју моћ и ауторитет да тлаче своје становништво, поданике или подређене. Тачније, тај се термин често односи на шефа државе или владе. У том смислу, слична је пежоративним конотацијама које су повезане са појмовима тиранин и диктатор.

## Етимологија
Енглески речник дефинише деспотизам као „владавина деспота; вршење апсолутне власти”.

## Филозофија

### Античка Грчка
Од свих старих Грка, Аристотел је био можда најутицајнији промотер концепта оријенталног деспотизма. Ову идеологију је пренео свом ученику Александру Великом, који је освојио Ахеменидско царство, којим је у то време владао деспот Дарије III, последњи краљ из династије Ахеменида. Аристотел је тврдио да оријентални деспотизам није заснован на сили, већ на пристанку. Дакле, не би се могло рећи да је страх његова мотивациона снага, већ да је сервилна природа поробљених, та која је хранила моћ деспотског господара.
У оквиру старогрчког друштва, сваки Грк је био слободан и способан да обавља функцију; и способни да влада и да се њиме влада. Насупрот томе, међу варварима су сви по природи били робови. Још једна разлика коју је Аристотел заступао била је заснована на клими. Приметио је да су народи хладних земаља, посебно они у Европи, били пуни духа, али недовољно вешти и памети, а да су народи Азије, иако обдарени вештином и интелигенцијом, били мањкави духом и стога су били подвргнути ропству. Поседујући и дух и интелигенцију, Грци су према њему били слободни да управљају свим другим народима.

### Монтескје
Концепт деспотизма, а посебно оријенталног деспотизма, ушао је у европску политичку мисао са Монтескјеовим Духом закона у 18. веку. Идеја није била нова нити јединствена за Монтескјеов рад, али се сматра да је Монтескјеов рад био најутицајнији на модерну политичку мисао.

## Историја
У свом класичном облику, деспотизам је држава у којој један појединац (деспот) има сву моћ и ауторитет који отеловљује државу, а сви остали су супсидијарне особе. Овај облик деспотовине био је уобичајен у првим облицима државности и цивилизације; египатски фараон је узорна фигура класичног деспота.
Едвард Гибон је сугерисао да је све већа употреба деспотизма у оријенталном стилу од стране римских царева била главни фактор у паду Римског царства, посебно од владавине Елагабала:
Пошто је пажња новог цара била скренута најситнијим забавама, он је протраћио многе месеце у свом луксузном напредовању од Сирије до Италије, провео у Никомедији прву зиму после победе и одложио до следећег лета тријумфални улазак у престоницу. Међутим, верна слика, која је претходила његовом доласку, а која је по његовом непосредном наређењу постављена изнад олтара победе у сенату, пренела је Римљанима праведну, али недостојну сличност његове личности и понашања. Био је нацртан у својој свештеничкој одећи од свиле и злата, по опуштеној моди Међана и Феничана; глава му је била покривена узвишеном тијаром, бројне крагне и наруквице биле су украшене драгуљима непроцењиве вредности. Обрве су му биле обојене црном, а образи офарбани вештачком црвено-белом. Велики сенатори су са уздахом признали да је Рим, након дугог искуства са строгим тиранијама својих сународника, коначно био понизан испод женственог луксуза оријенталног деспотизма. (Пропадање и пад Римског царства, књига прва, шесто поглавље)
Непријатељи шведског краља Густава Васе сматрали су га деспотом. Сматра се да су саму реч сковали противници Луја XIV од Француске 1690-их, који су применили термин despotisme да описују донекле слободно вршење власти свог монарха. Реч је ултиматно грчког порекла, а у древној грчкој употреби деспот (despótès) је технички био господар који је владао у домаћинству над онима који су по природи били робови или слуге.
Термин сада подразумева тиранску владавину. Деспотизам се може односити на било који апсолутистички или диктаторски режим или вођу који користи своју моћ на окрутан начин.
Међутим, у просвећеном апсолутизму (познатом и као добронамерни деспотизам), који је дошао до изражаја у Европи у 18. веку, апсолутни монарси су користили свој ауторитет да спроведу низ реформи у политичким системима и друштвима својих земаља. Овај покрет је вероватно био покренут идејама доба просветитељства.
Филозоф просветитељства Монтескје је веровао да је деспотизам одговарајућа влада за велике државе. Исто тако, веровао је да су републике погодне за мале државе и да су монархије идеалне за државе умерене величине.
Декларација о независности Сједињених Држава оптужила је краља Џорџа III за „дуги низ злоупотреба и узурпација, који су увек тежили истом циљу, показујући план да се [народ] сведе под апсолутни деспотизам“.

## Контраст са апсолутном монархијом
Према Монтескјеу, разлика између апсолутне монархије и деспотизма је у томе што у случају монархије једна особа влада са апсолутном влашћу према фиксним и утврђеним законима, док деспот влада својом вољом и хиром.